# DESQview

## DESQ
Fue en sí el software desarrollado por Quarterdeck que luego daría lugar a la creación de DESQview. Originalmente Quarterdeck desarrolló un sistema que permitía al usuario cambiar de una tarea a otra, pero este sistema tenía demasiadas limitaciones en cuanto al manejo de ventanas, por lo que se dispuso la creación de un sistema mejorado que después recibiría el nombre de DESQview.

## DESQview
En julio de 1985 Quarterdeck Office Systems lanzó al mercado DESQview, del cual ampliamente se cree que fue el primer software que brindó capacidades de multitarea y ventanas a DOS. Bajo DESQview los programas de DOS podían ser ejecutados en ventanas a las cuales se les podía cambiar el tamaño e incluso sobre poner una sobre otra. Además de tener la capacidad por medio de un menú de copiar y pegar información entre documentos y programas, DESQview permitía también el uso y edición de macros sencillas.
DESQview fue notable por su estabilidad, nivel de operación y la capacidad de ejecutar en modo de multitareas la mayoría de los programas de su época que eran compatibles con DOS. Su interfaz de usuario era sencilla y fácil de usar.
DESQview ganó muchos entusiastas seguidores, pero en realidad nunca alcanzó un nivel de popularidad masivo, no obstante llamó la atención de muchas personalidades del medio de la informática y de empresas grandes como Microsoft, incluso se llegó a decir que la primera versión de Windows fue basada en el concepto de DESQview (aunque la primera versión de Windows no era capaz de sobreponer una ventana sobre la otra, por el contrario las ventanas eran presentado en forma de mosaico) que fue lanzada al mercado tan solo 4 meses después de que fuera lanzado DESQview.

## La caída de DESQview
Muchos factores contribuyeron a que DESQview no fuera desarrollado a un potencial más amplio y que terminara por no ser difundido a un mercado más grande. Quizás una de las principales fue que Quarterdeck no difundió librerías ni herramientas que permitieran a otros programadores desarrollar programas que hicieran uso de las capacidades de DESQview.
La estocada final la dio Microsoft cuando lanzó al mercado la versión 3.0 de Windows, DESQview era mucho más rápido, más pequeño y más estable que Windows, pero tenía una gran desventaja en comparación con Windows: era mucho más caro. Y en un segundo plano, tampoco tenía la capacidad que poseía Windows en cuanto a la interfaz gráfica para el usuario.
Microsoft entonces empezó a poner presión en los vendedores independientes de software y programadores para que desarrollaran software de interfaz gráfica para Windows y también sobre los distribuidores de hardware para que empezaran a incluir la nueva versión de Windows en todos los sistemas que vendieran.
En agosto de 1994, después de sufrir pérdidas millonarias, la compañía despidió a una cuarta parte de sus empleados y el presidente y fundador de la compañía Terry Myers renunció a su cargo.
- Datos: Q1153036